# Лима, Лукас
Лукас Урбано Диаш де Лима (швед. Lucas Urbano Dias de Lima; род. 2 апреля 2002) — шведский футболист, нападающий клуба «Норрчёпинг».

## Клубная карьера
Является воспитанником клуба «Норрчёпинг», в котором начал заниматься с 10 лет. В его составе выступал за детские и юношеские команды. В начале 2018 года был отдан в аренду в «Сильвия», выступающий во втором дивизионе. В его составе дебютировал 5 мая в гостевой игре с «Эскильстуна Сити», выйдя на поле 71-й минуте встрече. В общей сложности за время аренды принял участие в трёх встречах. В августе получил травму крестообразных связок, в результате чего был вынужден пропустить целый год. Оправившись от травмы, выступал за юношескую команду «Норрчёпинга». В конце февраля 2020 года получил повторную травму крестообразных связок на том же колене, в связи с чем снова выбыл на продолжительное время. 30 июля подписал с клубом новый контракт.
В начале сезона 2021 года он оправился от травмы и приступил к тренировкам с основной командой. 24 мая он впервые попал в заявку команды на матч с «Эльфсборгом». На 85-й минуте встречи Лима дебютировал в чемпионате Швеции, появившись на поле вместо Виктора Агардиуса. 3 июля в матче с действующим чемпионом страны «Мальмё» Лукас вышел на поле в середине второго тайма при счёте 2:2 и на 83-й минуте встречи забил победный гол.

## Карьера в сборной
Выступал за юношескую сборную Швеции. В её составе дебютировал 22 августа 2017 года в товарищеской встрече с Финляндии. Лима вышел на поле на 50-й минуте, заменив Йерри Шилстрёма. На 75-й минуте он забил мяч, установив окончательный счёт в матче 3:0.

## Клубная статистика
| Выступление      | Выступление      | Выступление      | Лига | Лига | Кубки | Кубки | Конт. кубки | Конт. кубки | Итого | Итого |
| Клуб             | Лига             | Сезон            | Игры | Голы | Игры  | Голы  | Игры        | Голы        | Игры  | Голы  |
| ---------------- | ---------------- | ---------------- | ---- | ---- | ----- | ----- | ----------- | ----------- | ----- | ----- |
| Сильвия          | Дивизион 2       | 2018             | 3    | 0    | 0     | 0     | 0           | 0           | 3     | 0     |
| Сильвия          | Итого            | Итого            | 3    | 0    | 0     | 0     | 0           | 0           | 3     | 0     |
| Норрчёпинг       | Аллсвенскан      | 2021             | 5    | 1    | 0     | 0     | 0           | 0           | 5     | 1     |
| Норрчёпинг       | Итого            | Итого            | 5    | 1    | 0     | 0     | 0           | 0           | 5     | 1     |
| Всего за карьеру | Всего за карьеру | Всего за карьеру | 8    | 1    | 0     | 0     | 0           | 0           | 8     | 1     |